# Макларен, Стив
Стив Макла́рен (англ. Steve McClaren; род. 3 мая 1961, Фулфорд, Англия) — английский футболист и футбольный тренер, главный тренер национальной сборной Ямайки. Работал главным тренером «Мидлсбро», с которым выиграл Кубок Футбольной лиги в 2004 году и стал финалистом Кубка УЕФА в 2006 году. С 2006 по 2007 год был главным тренером сборной Англии, которая при Макларене провела один из худших периодов в своей истории, не попав на Евро-2008. Также был ассистентом сэра Алекса Фергюсона, когда «Манчестер Юнайтед» стал победителем Лиги чемпионов в 1999 году.
Макларен наиболее известен по работе главным тренером сборной Англии с 1 августа 2006 по 22 ноября 2007 года, тогда он был уволен после того, как Англия не смогла пробиться на Евро-2008, уступив сборным Хорватии и России.

## Биография
Стивен Макларен родился в мае 1961 года в деревне Фулфорд в предместьях Йорка, сын Маргарет и Брайана Макларен, которые поженились за год до его рождения. Родители Стива в своё время работали шахтёрами, пивоварами, также были рабочими хлопкопрядильной фабрики, горнорабочими, сельскохозяйственными работниками и работниками в сфере внутреннего обслуживания.
Будучи ребёнком, Макларен посещал среднюю школу, поступив туда после успешной сдачи одиннадцати экзаменов; это была ближайшая школа со спортивным уклоном. Чтобы добраться до школы, Стивен ежедневно проходил расстояние в 10 миль. Это помогло ему далее преуспеть в спорте. В школе он занимался регби, теннисом и сквошем. Был капитаном футбольной школьной команды. Несмотря на свой невысокий рост, Макларена помнят как полузащитника очень квалифицированного и всегда готового прыгнуть выше головы.
В данный момент Стив Макларен женат на Кэтрин, с которой воспитывает троих сыновей.

## Карьера игрока
Как игрок Стив Макларен выступал на позиции полузащитника. Большую часть игровой карьеры Макларен провёл в низших лигах английского футбола. Наибольшее количество игр Стив провёл в футбольном клубе «Халл Сити», в котором он начал выступать с 18-летнего возраста, сразу после окончания школы. Позже Макларен играл в «Дерби Каунти», был отдан в аренду в «Линкольн Сити». Последним клубом стал «Оксфорд Юнайтед», в котором Макларен завершил карьеру, получив травму.

## Карьера тренера
После завершения карьеры игрока Макларен начал работать тренером молодёжного состава «Оксфорд Юнайтед», а затем стал ассистентом главного тренера клуба Дениса Смита. В 1995 году Стив Макларен стал ассистентом главного тренера «Дерби Каунти» Джима Смита.
В 1999 году Макларен перешёл в «Манчестер Юнайтед» ассистентом Алекса Фергюсона, заменив тем самым Брайна Кидда. В то время Стив был ещё никому неизвестным тренером, поэтому председатель «Манчестера» Мартин Эдвардс представил его как «Стива Маклариджа». В первый же год его работы «Юнайтед» добился трофейного хет-трика, выиграв чемпионство, Лигу чемпионов и Кубок Англии. Он создавал репутацию одного из наиболее тактически проницательных тренеров в стране, используя современные технологии, такие как видео-анализ и футбольную психологию. В следующие два года его работы, «Манчестер Юнайтед» также добивался чемпионства.
В октябре 2000 года Макларен был назначен тренером сборной Англии, временно исполняя обязанности Питера Тейлора. На этой должности он работал под руководством Свена-Ёрана Эрикссона до ноября 2002 года. В начале 2004 года он вновь вернулся на этот пост вместо Брайна Кидда, который в это время находился на больничном. Здесь он проработал до отборочного турнира на Мундиаль 2006.

### «Мидлсбро»
По окончании сезона 2000/01 Макларен начал искать тренерскую работу, решив, что потенциал в лице ассистента Алекса Фергюсона он исчерпал. С положительной репутацией и близко связанными тремя предложениями Премьер-лиги, председатель «Мидлсбро» Стив Джибсон заполучил Макларена в главные тренеры, после того, как Макларен исключил варианты с «Саутгемптоном» и «Вест Хэм Юнайтед». В его первый сезон «Мидлсбро» достиг полуфинала Кубка Англии, выбив его предыдущий клуб «Манчестер Юнайтед», но далее он проиграл 0:1 «Арсеналу». Чемпионат «Мидлсбро» закончил двенадцатым, заняв место на две строчки выше по стравнению с прошлым сезоном. Следующий сезон команда завершила на 11-м месте.

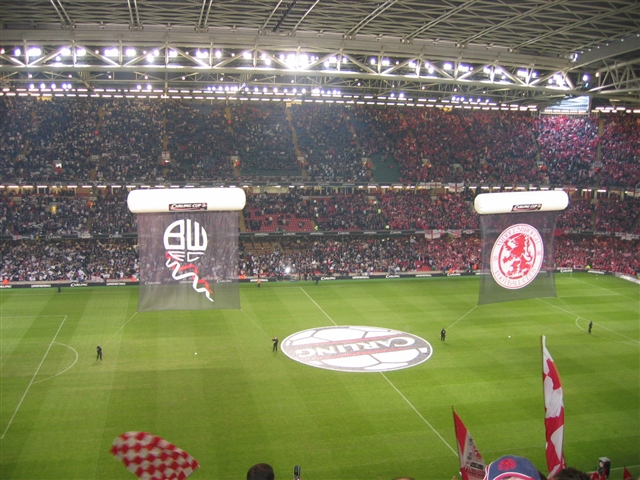
Финал Кубка Лиги 2004 между «Мидлсбро» и «Болтон Уондерерс».

В сезоне 2003-04 Макларен привёл «Мидлсбро» к победе в Кубке Лиги над «Болтон Уондерерс» со счётом 2:1. Это было наибольшим достижением клуба и гарантировало участие в следующем году в Кубке УЕФА, это был первый шанс поучаствовать в европейском кубке за всю 128-летнюю историю клуба. Во время выступлений в Кубке УЕФА командой были повержены более опытные соперники: «Лацио» и лиссабонский «Спортинг». Чемпионат «Боро» завершил на наилучшей 7-й позиции, позволив второй год подярд выступать в Европе, а именно в квалификации кубка УЕФА.
Сезон 2005/06 стал самым ярким во время пребывания на посту главного тренера Стивена Макларена. Клуб крайне неудачно выступал в чемпионате, непозволительно проигрывая дома своим ближайшим конкурентам (откровенным кандидатам на вылет), также «Боро» проиграл 0:7 «Арсеналу». После поражения дома 0:4 от «Астон Виллы», один из болельщиков «Мидлсбро» подбежал к Макларену и бросил в него свой абонемент, выразив тем самым негодование относительно результатов клуба. В конечном итоге чемпионат команда завершила на 14-й позиции. В этом же сезоне в Кубке УЕФА складывалось всё более благополучно, «Мидлсбро» дошёл до финала турнира, но безвольно уступил там «Севилье» 0:4.
Макларен, во время своего пятилетнего пребывания главным тренером, утвердился как самый успешный менеджер «Мидлсбро». Он был также самым успешным английским менеджером начала XXI столетия, Макларен стал первым англичанином, который достиг Финала кубка УЕФА с 1984 года. Однако много поклонников «Боро» были безразличны к его отъезду. Некоторые болельщики раскритиковали Макларена, говоря, что он был прагматичным тренером и привил команде оборонительный футбол. Некоторые наблюдатели приписали успех «Мидлсбро» опытным игрокам, а не организаторской способности Макларена.

### Англия
После чемпионата мира 2006 Свен-Йоран Эрикссон покинул пост наставника сборной Англии, и его место занял Стив Макларен, чтобы вывести команду на Евро-2008. Однако с самого начала дела пошли крахом: две нулевые ничьи с Македонией и Израилем и поражение от Хорватии в Загребе со счётом 0:2 (один из мячей оказался автоголом).
Тем не менее, Макларен остался на посту тренера. Его команда затем выиграла 5 матчей подряд с одинаковым счётом 3:0, что давало шансы англичанам на выход в финальную часть Евро-2008. Впрочем, ключевой матч с Россией в Москве англичане проиграли со счётом 2:1, а возмущённый Макларен после игры даже отказался давать интервью российским журналистам, пообещав сделать только краткое резюме после интервью британским журналистам. Подобное поведение вызвало широкий резонанс в прессе: российские журналисты назвали Макларена «хамом», а британские СМИ обрушили на Макларена шквал критики, обвинив его в неумении проигрывать и потребовав подать в отставку. В конце концов, Англия проиграла Хорватии решающую игру за выход на Евро-2008 2:3, что позволило России выйти на Евро. После краха английской отборочной кампании Стив Макларен был уволен.

### После Англии
В течение долгого времени Макларен был без работы. Он отказывался отвечать на вопросы, почему Англия не попала на Евро-2008, и обсуждать перспективы развития сборной, однако ему пришлось всё же комментировать на британском телевидении игру Хорватия—Германия в рамках чемпионата Европы.

### «Твенте»
В сезоне 2009/10 под руководством Стива Макларена клуб «Твенте» впервые в истории стал победителем Эредивизие, чемпионата Нидерландов, забив 63 и пропустив 23 мяча. Этому не смогла помешать даже ошеломляющая серия «Аякса», на финишном отрезке турнира выигравшего 14 матчей из 14 с общим счётом 50:3.

### «Вольфсбург»
26 мая 2010 года представлен новым главным тренером немецкого клуба «Вольфсбург». 7 февраля 2011 года уволен с поста главного тренера «Вольфсбурга» за неудовлетворительные результаты клуба (12-е место после 21-го тура чемпионата Германии 2010/11).

### «Ноттингем Форест»
13 июня 2011 года назначен на пост главного тренера клуба «Ноттингем Форест». Контракт подписан на 3 года.
2 октября 2011 года после домашнего поражения от «Бирмингем Сити» Стив Макларен подал заявление об отставке, которое было принято. В общей сложности на посту менеджера клуба Макларен провёл 13 матчей, одержав всего 3 победы.

### «Дерби Каунти»
1 октября 2013 назначен на пост главного тренера клуба «Дерби Каунти». Контракт со специалистом рассчитан на 2,5 года. Помощниками Макларена назначены Пол Симпсон и тренер вратарей Эрик Стили, известный по работе в «Манчестер Юнайтед».
Не доработав контракт, был уволен.
Возвращение состоялось в октябре 2016 года, когда Стив Макларен пришел на смену Найджелу Пирсону. Однако тренер не вывел команду в Премьер-лигу. Поэтому руководство клуба приняло решение расстаться со Стивом Маклареном.

### «Ньюкасл Юнайтед»
10 июня 2015 года Макларен стал главным тренером клуба «Ньюкасл Юнайтед», подписав контракт сроком на 3 года.
11 марта 2016 года «Ньюкасл» расторгнул контракт с Маклареном из-за неудовлетворительных результатов.

## Достижения

### В качестве игрока
«Дерби Каунти»
- Второй дивизион Футбольной лиги: 1986/87

### В качестве тренера
«Мидлсбро»
- Кубок Футбольной лиги: 2003/04

«Твенте»
- Чемпионат Нидерландов: 2009/10

## Статистика

### Тренерская
| Команда          | Страна     | Начало работы  | Завершение работы | Статистика | Статистика | Статистика | Статистика | Статистика |
| Команда          | Страна     | Начало работы  | Завершение работы | И          | В          | Н          | П          | % побед    |
| ---------------- | ---------- | -------------- | ----------------- | ---------- | ---------- | ---------- | ---------- | ---------- |
| Мидлсбро         | Англия     | 12 июня 2001   | 11 мая 2006       | 250        | 97         | 60         | 93         | 38,8       |
| Англия           | Англия     | 1 августа 2006 | 22 ноября 2007    | 18         | 9          | 4          | 5          | 50         |
| Твенте           | Нидерланды | 20 июня 2008   | 30 июня 2010      | 101        | 64         | 21         | 16         | 63,37      |
| Вольфсбург       | Германия   | 1 июля 2010    | 7 февраля 2011    | 24         | 7          | 8          | 9          | 29,17      |
| Ноттингем Форест | Англия     | 13 июня 2011   | 2 октября 2011    | 13         | 3          | 3          | 7          | 23,08      |
| Твенте           | Нидерланды | 5 января 2012  | 25 февраля 2013   | 64         | 31         | 17         | 16         | 48,44      |
| Ньюкасл Юнайтед  | Англия     | 10 июня 2015   | 11 марта 2016     | 29         | 6          | 6          | 17         | 20,68      |
| Всего            | Всего      | Всего          | Всего             | 499        | 217        | 119        | 161        | 43,48      |